# Bedřichov (Morávia do Sul)
Bedřichov é uma comuna checa localizada na região de Morávia do Sul, distrito de Blansko.